# Cestisti plurivincitori del campionato NBA

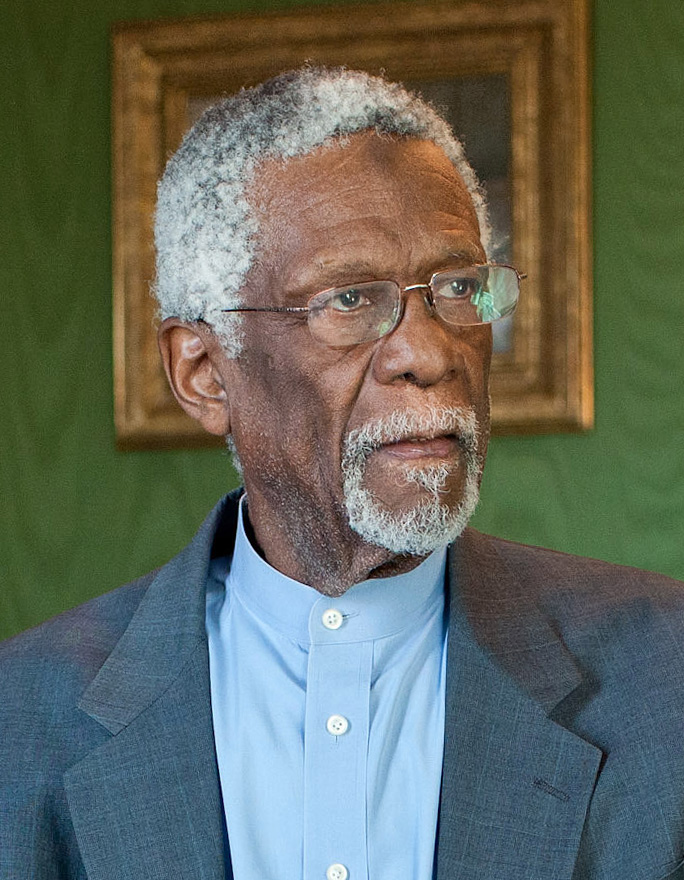
Bill Russell vinse 11 campionati con i Boston Celtics, un record NBA

Questa voce raccoglie la lista dei cestisti plurivincitori del campionato NBA.
L'elenco include i giocatori con un numero minimo di 4 titoli vinti.

## Elenco vincitori
| * | Membro del Naismith Memorial Basketball Hall of Fame |
|   | in grassetto i giocatori ancora in attività.         |

| Rank | Nome                 | Ruolo | Stagioni | Titoli | Squadra                                                                                           | Note   |
| ---- | -------------------- | ----- | -------- | ------ | ------------------------------------------------------------------------------------------------- | ------ |
| 1    | Bill Russell*        | C     | 13       | 11     | Boston Celtics (1957, 1959, 1960, 1961, 1962, 1963, 1964, 1965, 1966, 1968, 1969)                 | [ 1 ]  |
| 2    | Sam Jones*           | G/A   | 12       | 10     | Boston Celtics (1959, 1960, 1961, 1962, 1963, 1964, 1965, 1966, 1968, 1969)                       | [ 2 ]  |
| 3    | John Havlicek*       | A/G   | 16       | 8      | Boston Celtics (1963, 1964, 1965, 1966, 1968, 1969, 1974, 1976)                                   | [ 3 ]  |
| 3    | Tom Heinsohn*        | A/C   | 9        | 8      | Boston Celtics (1957, 1959, 1960, 1961, 1962, 1963, 1964, 1965)                                   | [ 4 ]  |
| 3    | K.C. Jones*          | G     | 9        | 8      | Boston Celtics (1959, 1960, 1961, 1962, 1963, 1964, 1965, 1966)                                   | [ 5 ]  |
| 3    | Satch Sanders*       | A     | 13       | 8      | Boston Celtics (1961, 1962, 1963, 1964, 1965, 1966, 1968, 1969)                                   | [ 6 ]  |
| 7    | Robert Horry         | A     | 16       | 7      | Houston Rockets (1994, 1995) Los Angeles Lakers (2000, 2001, 2002) San Antonio Spurs (2005, 2007) | [ 7 ]  |
| 7    | Jim Loscutoff        | A     | 9        | 7      | Boston Celtics (1957, 1959, 1960, 1961, 1962, 1963, 1964)                                         | [ 8 ]  |
| 7    | Frank Ramsey*        | A/G   | 9        | 7      | Boston Celtics (1957, 1959, 1960, 1961, 1962, 1963, 1964)                                         | [ 9 ]  |
| 10   | Kareem Abdul-Jabbar* | C     | 20       | 6      | Milwaukee Bucks (1971) Los Angeles Lakers (1980, 1982, 1985, 1987, 1988)                          | [ 10 ] |
| 10   | Bob Cousy*           | G     | 14       | 6      | Boston Celtics (1957, 1959, 1960, 1961, 1962, 1963)                                               | [ 11 ] |
| 10   | Michael Jordan*      | G     | 15       | 6      | Chicago Bulls (1991, 1992, 1993, 1996, 1997, 1998)                                                | [ 12 ] |
| 10   | Scottie Pippen*      | A/G   | 17       | 6      | Chicago Bulls (1991, 1992, 1993, 1996, 1997, 1998)                                                | [ 13 ] |
| 14   | Kobe Bryant*         | G     | 20       | 5      | Los Angeles Lakers (2000, 2001, 2002, 2009, 2010)                                                 | [ 14 ] |
| 14   | Michael Cooper*      | G/A   | 12       | 5      | Los Angeles Lakers (1980, 1982, 1985, 1987, 1988)                                                 | [ 15 ] |
| 14   | Tim Duncan*          | A/C   | 17       | 5      | San Antonio Spurs (1999, 2003, 2005, 2007, 2014)                                                  | [ 16 ] |
| 14   | Derek Fisher         | G     | 17       | 5      | Los Angeles Lakers (2000, 2001, 2002, 2009, 2010)                                                 | [ 17 ] |
| 14   | Ron Harper           | G/A   | 15       | 5      | Chicago Bulls (1996, 1997, 1998) Los Angeles Lakers (2000, 2001)                                  | [ 18 ] |
| 14   | Magic Johnson*       | G/A   | 13       | 5      | Los Angeles Lakers (1980, 1982, 1985, 1987, 1988)                                                 | [ 19 ] |
| 14   | Steve Kerr           | G     | 15       | 5      | Chicago Bulls (1996, 1997, 1998) San Antonio Spurs (1999, 2003)                                   | [ 20 ] |
| 14   | Slater Martin*       | G     | 11       | 5      | Minneapolis Lakers (1950, 1952, 1953, 1954) St. Louis Hawks (1958)                                | [ 21 ] |
| 14   | George Mikan*        | C     | 7        | 5      | Minneapolis Lakers (1949, 1950, 1952, 1953, 1954)                                                 | [ 22 ] |
| 14   | Don Nelson*          | A     | 14       | 5      | Boston Celtics (1966, 1968, 1969, 1974, 1976)                                                     | [ 23 ] |
| 14   | Jim Pollard*         | A/C   | 7        | 5      | Minneapolis Lakers (1949, 1950, 1952, 1953, 1954)                                                 | [ 24 ] |
| 14   | Dennis Rodman*       | A     | 14       | 5      | Detroit Pistons (1989, 1990) Chicago Bulls (1996, 1997, 1998)                                     | [ 25 ] |
| 14   | Larry Siegfried      | A     | 9        | 5      | Boston Celtics (1964, 1965, 1966, 1968, 1969)                                                     | [ 26 ] |
| 27   | Stephen Curry        | G     | 13       | 4      | Golden State Warriors (2015, 2017, 2018, 2022)                                                    | [ 27 ] |
| 27   | Emanuel Ginóbili*    | G     | 12       | 4      | San Antonio Spurs (2003, 2005, 2007, 2014)                                                        | [ 28 ] |
| 27   | Draymond Green       | A     | 10       | 4      | Golden State Warriors (2015, 2017, 2018, 2022)                                                    | [ 29 ] |
| 27   | Gene Guarilia        | A     | 4        | 4      | Boston Celtics (1960, 1961, 1962 1963)                                                            | [ 30 ] |
| 27   | Horace Grant         | A/C   | 17       | 4      | Chicago Bulls (1991, 1992, 1993) Los Angeles Lakers (2001)                                        | [ 31 ] |
| 27   | Andre Iguodala       | G/A   | 20       | 4      | Golden State Warriors (2015, 2017, 2018, 2022)                                                    | [ 32 ] |
| 27   | LeBron James         | A     | 19       | 4      | Miami Heat (2012, 2013) Cleveland Cavaliers (2016) Los Angeles Lakers (2020)                      | [ 33 ] |
| 27   | Vern Mikkelsen*      | A/C   | 10       | 4      | Minneapolis Lakers (1950, 1952, 1953, 1954)                                                       | [ 34 ] |
| 27   | Shaquille O'Neal*    | C     | 19       | 4      | Los Angeles Lakers (2000, 2001, 2002) Miami Heat (2006)                                           | [ 35 ] |
| 27   | Tony Parker*         | P     | 13       | 4      | San Antonio Spurs (2003, 2005, 2007, 2014)                                                        | [ 36 ] |
| 27   | Will Perdue          | C     | 13       | 4      | Chicago Bulls (1991, 1992, 1993) San Antonio Spurs (1999)                                         | [ 37 ] |
| 27   | Robert Parish*       | C     | 21       | 4      | Boston Celtics (1981, 1984, 1986) Chicago Bulls (1997)                                            | [ 38 ] |
| 27   | Kurt Rambis          | A     | 14       | 4      | Los Angeles Lakers (1982, 1985, 1987, 1988)                                                       | [ 39 ] |
| 27   | John Salley          | A/C   | 11       | 4      | Detroit Pistons (1989, 1990) Chicago Bulls (1996) Los Angeles Lakers (2000)                       | [ 40 ] |
| 27   | Frank Saul           | G/A   | 6        | 4      | Rochester Royals (1951) Minneapolis Lakers (1952, 1953, 1954)                                     | [ 41 ] |
| 27   | Bill Sharman*        | G     | 11       | 4      | Boston Celtics (1957, 1959, 1960, 1961)                                                           | [ 42 ] |
| 27   | Klay Thompson        | G     | 9        | 4      | Golden State Warriors (2015, 2017, 2018, 2022)                                                    | [ 43 ] |
| 27   | Jamaal Wilkes*       | G/A   | 12       | 4      | Golden State Warriors (1975) Los Angeles Lakers (1980, 1982, 1985)                                | [ 44 ] |